# Croton umbratilis
Croton umbratilis är en törelväxtart som beskrevs av Carl Sigismund Kunth. Croton umbratilis ingår i släktet Croton och familjen törelväxter. Inga underarter finns listade i Catalogue of Life.